# Bembidion sierricola
Bembidion sierricola är en skalbaggsart som beskrevs av Thomas Casey. Bembidion sierricola ingår i släktet Bembidion och familjen jordlöpare. Inga underarter finns listade i Catalogue of Life.